# Human: Fall Flat
Human: Fall Flat é um jogo eletrônico de plataforma com quebra-cabeça desenvolvido pela No Brakes Games e publicado pela Curve Digital. Foi lançado em julho de 2016 no Microsoft Windows, Linux e MacOS, e portado para as plataformas PlayStation 4, PlayStation 5, Xbox One, Xbox Series X/S, Nintendo Switch, Google Stadia, iOS e Android nos anos seguintes.
O jogo recebeu críticas mistas, com elogios sendo feitos aos quebra-cabeças e a física cômica que há para tentar resolve-los. Human: Fall Flat vendeu mais de 30 milhões de cópias até julho de 2021, tornando-se um dos jogos eletrônicos mais vendidos de todos os tempos.

## Jogabilidade
Em Human: Fall Flat, os jogadores controlam um boneco com uma física cômica, chamado Bob, onde têm que passar de diversos cenários, tendo cada um, um quebra-cabeça diferente para resolver e avançar pro próximo. Para solucionar cada quebra-cabeça, os jogadores podem fazer Bob pegar, levantar, puxar, empurrar e soltar objetos, como por exemplo em um cenário que é possível pegar um extintor e usá-lo para quebrar um vidro, subir em diferentes bordas de estruturas pelos cenários e até mesmo fazê-lo ficar agarrado no chão ou em paredes por meio de suas mãos.
Embora a aparência padrão de Bob seja um boneco branco, minimalista e sem característica, com um boné de beisebol, os jogadores podem personalizá-lo ao seus gostos, pintando seu corpo e vestindo-o dentre uma variedade diferente de cores e roupas.
Em outubro de 2017, um recurso multijogador online foi adicionado ao jogo, permitindo que até oito pessoas joguem online ou pela LAN.

## Recepção
Human: Fall Flat nas plataformas PC, PlayStation 4, Xbox One e Nintendo Switch recebeu críticas mistas e médias de acordo com o Metacritic. Dan Stapleton, da IGN, recomendou o jogo para assisti-lo e não para jogá-lo e elogiou os controles "complicados", as animações humorísticas e a personalização do personagem. Já o Zack Furniss, da Destructoid, gostou da repetibilidade dos quebra-cabeças e elogiou os múltiplos meios fornecidos para resolver cada um.

### Vendas
Em fevereiro de 2018, mais de 2 milhões de cópias do jogo haviam sido vendidas. Segundo a Curve Digital, as vendas foram impulsionadas com a adição do multijogador online no final de 2017; no início de janeiro de 2018, o jogo já havia passado de mais de 1 milhão de unidades vendidas na versão para Windows, e no mês seguinte foram 700.000 vendas adicionais. Em junho de 2018, o jogo alcançou mais de 4 milhões de vendas em todas as plataformas.
Em fevereiro de 2021, o jogo já havia vendido mais de 25 milhões de cópias; parte dessas vendas foi devido a popularidade do jogo na China em 2020 durante a pandemia de COVID-19 depois de ser lançado lá pela 505 Games.
Em julho de 2021, Human: Fall Flat teve mais de 30 milhões de cópias vendidas, se tornando um dos jogos eletrônicos mais vendidos de todos os tempos.